# ハーバート・バロウズ
ハーバート・バロウズ（Herbert Burrows, 1845年6月12日 - 1922年12月14日）は、イギリスの社会主義活動家。

## 若年期
サフォーク州レッドグレーヴで生を受け、父親のアモスはかつてはチャーティズム運動の指導者であった。バロウズはカッセル社のシリングハンドブック（shilling handbook）を用いて独学で勉強を重ね、僅か13歳で学童教師となる。当初は教職に就いていたものの、その後は徴税官となった。1869年にメアリー・ハンナと結婚 。2人の間には娘と息子が一人ずついた 。
1872年からバロウズはケンブリッジ大学で大学に属さぬ学生として短期間だけ通ったが、学位の獲得はならなかった。その後はノリッジ、バーネット、ブラックバーンやチャタムなどのイギリス内国歳入庁で公務員として働き 、1907年の退職時まで続いた 。

## 積極行動主義
1877年、バロウズはロンドンに居を構える。そこで彼は全国世俗協会を含む急進派の同好会に参加するようになる。1880年に創立されたアリストテレス協会の創立メンバーでもある。さらに社会政治教育連盟にも参加した上、男性参政権連盟副会長も務めた。1881年、ヘンリー・ハインドマンとともに民主連合を立ち上げ、1883年に会計係となった。
1884年にバロウズは連合の社会主義への関与を支持したが、その際に連合は名称を社会民主連合（Society Democratic Federation（SDF））に改めた。時折「C.V.」という偽名を使って執筆活動を行い、新聞紙「Justice」に記事を寄稿した。彼は連合を代表して、法と自由同盟の幹部を務めた。バロウズはチャールズ・ブラッドローや全国世俗協会（National Secular Society）との繋がりで知り合った作家のアニー・ベサントとともに、バロウズは1888年にブライアント・アンド・メイ社に勤務するマッチガールが起こしたストライキにおける重要なまとめ役を担った。その後、女性マッチ製造業者連合の会計係も担うことになり、この連合はイングランドで最大の女性労働組合となっていった。バロウズは労働者の組合化を積極的に促進し、マッチガールが起こしたストライキの成功は労働組合を活性化させる手助けにもなった。彼は1917年前で婦人労働組合連盟や女性産業評議会において積極的な役割を果たした。
彼はコンウェイ・ホール倫理協会、ジ・レインボーサークル、国際仲裁平和協会、国際仲裁連盟などの著名なメンバーでもあった。1907年から1922年まで、バロウズはサウスプレイス倫理協会（現在のコンウェイ・ホール倫理協会）の専任講師であった 。絶対禁酒主義者、菜食主義者、および生涯平和主義者でもあった。
1908年に行われたハガーストン補欠選挙と1910年で行われた議会選挙での「ハガーストン選挙区で立候補したが、いずれも落選している。1911年にSDF（のちの社会民主党（Social Democratic Party））から身を引いた。

## 死去
1917年から麻痺に苦しみ、1922年12月14日にロンドンのハイバリー・バークの自宅にて逝去。享年77。